# Andrei Petrowitsch Rudnizki
Andrei Petrowitsch Rudnizki (russisch Андре́й Петро́вич Рудни́цкий, engl. Transkription Andrey Petrovich Rudnitskiy; * 12. November 1979 in Lutawa, USSR, Sowjetunion) ist ein ehemaliger russischer Sprinter, der sich auf den 400-Meter-Lauf spezialisiert hat. Mit der russischen 4-mal-400-Meter-Staffel gewann er 2004 in die Silbermedaille bei den Hallenweltmeisterschaften in Budapest.

## Sportliche Laufbahn
Erste internationale Erfahrungen sammelte Andrei Petrowitsch Rudnizki im Jahr 2003, als er bei den Hallenweltmeisterschaften in Birmingham mit der russischen 4-mal-400-Meter-Staffel im Finale disqualifiziert wurde. Im August schied er bei den Weltmeisterschaften nahe Paris mit 3:03,62 min im Vorlauf mit der Staffel aus. Im Jahr darauf gewann er bei den Hallenweltmeisterschaften in Budapest in 3:06,23 min gemeinsam mit Dmitri Forschew, Boris Gorban und Alexander Ussow die Silbermedaille hinter dem jamaikanischen Team. Im August nahm er an den Olympischen Sommerspielen in Athen teil und kam dort mit der Staffel mit 3:03,35 min nicht über den Vorlauf hinaus. 2005 gelangte er bei den Weltmeisterschaften in Helsinki mit 3:03,20 min im Finale auf Rang sieben und 2008 wurde er positiv auf die Dopingmittel Carphedon und Cannabis getestet und daraufhin mit einer zweijährigen Sperre belegt. 2011 und 2012 bestritt er noch vereinzelt Wettkämpfe auf nationaler Ebene und beendete daraufhin seine aktive Karriere im Alter von 32 Jahren.
2008 wurde Rudniziki russischer Hallenmeister in der 4-mal-200-Meter-Staffel.

## Persönliche Bestleistungen
- 400 Meter: 45,76 s, 8. August 2003 in Tula
  - 400 Meter (Halle): 46,49 s, 18. Februar 2004 in Moskau